# Angels of Vengeance
Angels of Vengeance är Sparzanzas första fullängdsalbum, utgivet 2001. Det innehåller bandets första hit, "Silverbullit".

## Låtlista
1. "Velodrome Home" - 4:40
2. "Amanda" - 4:36
3. "The Sundancer" - 3:42
4. "Black Velvet Syndrome" - 3:59
5. "Logan's Run" - 1:41
6. "Crossroad Kingdom" - 5:42
7. "Coming Home in a Bodybag" - 6:17
8. "The Desert Son" - 3:50
9. "Silverbullet" - 18:06
  - Med det dolda spåret "Demon Seed"